# Triodo
El triodo, del griego τρίοδος, triodos, de tri (tres) y hodós (vías), es una válvula electrónica de amplificación que consta de tres electrodos dispuestos en el interior de una envoltura de vidrio en la que se ha hecho el vacío: un filamento calentado o cátodo, una rejilla, y una placa o ánodo. Su invención dio inicio a la era de la electrónica, lo que hizo posible la tecnología de radio amplificada, la telefonía de larga distancia y la televisión. Los triodos fueron ampliamente utilizados en dispositivos electrónicos de consumo tales como radios y televisores hasta la década de 1960, cuando los transistores los reemplazaron. 

## Historia

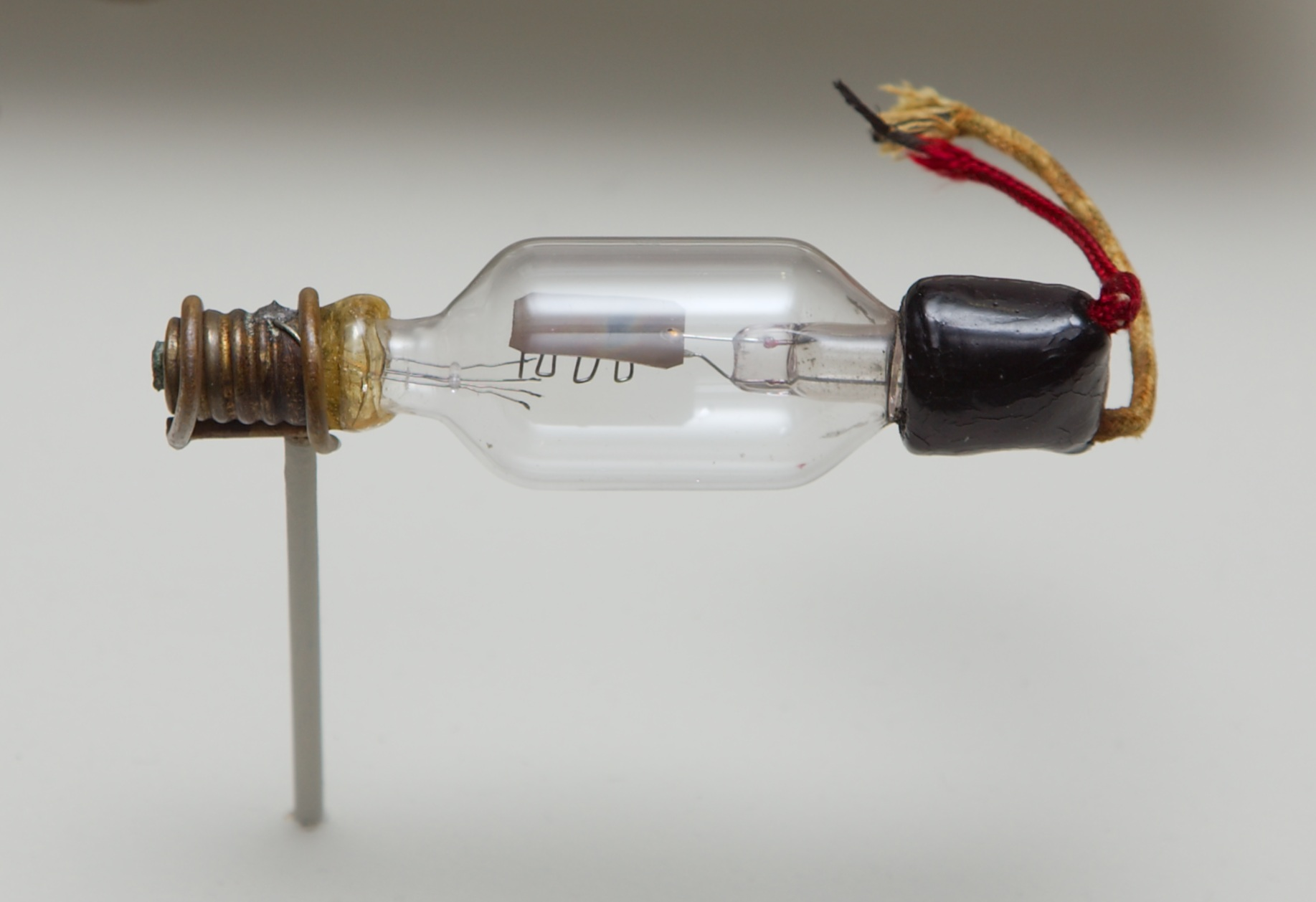
Ejemplar de tubo Audion, creado en 1908 por Lee De Forest. La placa plana es visible en la parte superior, con una rejilla en zigzag bajo ella. El filamento estaba originalmente bajo la rejilla, pero esta se quemó. La válvula Audion tenía vacío parcial y la ionización del gas residual hacía que funcionara de manera diferente que los últimos tipos de triodo, en los que se hacía un vacío prácticamente total.

El primer tubo de vacío, el diodo o la válvula de Fleming, que tenía dos electrodos (un filamento de incandescencia, el cátodo; y una placa colectora, el ánodo), fue inventado por John Ambrose Fleming en 1904 como un detector para ondas de radio. El primer tubo de tres elementos, un tubo lleno de vapor de mercurio con una rejilla de control, fue patentado el 4 de marzo de 1906, por el físico austriaco Robert von Lieben.
De forma independiente, a partir de 1906, el ingeniero estadounidense Lee De Forest inventó y patentó un diseño de tubo de tres elementos, añadiendo un electrodo al diodo, al que llamó inicialmente Dispositivo para amplificar corrientes débiles y luego, de forma abreviada, Audion, el cual es considerado el primer triodo. El diseño del triodo, en el que la rejilla se encuentra entre el filamento y la placa, fue patentado el 29 de enero de 1907. El Audion fue un dispositivo con vacío parcial y con algún gas a baja presión, tal como lo concibió De Forest, pero este gas causaba una operación errática y acortaba la vida del filamento. El Audion inicialmente fue usado como detector de señales inalámbricas hasta que en 1912, varias personas reconocieron que podía trabajar como amplificador lo que hizo que fuera utilizado con éxito para construir los primeros receptores de radio con amplificación y osciladores electrónicos. Uno de los primeros inventores en tener éxito en el desarrollo del dispositivo como amplificador, fue el inventor estadounidense Fritz Lowenstein quien solicitó una patente el 24 de abril de 1912 para su dispositivo que denominó «Relé telefónico». Los muchos usos de este dispositivo para la amplificación motivaron su rápido desarrollo. En 1913, fueron desarrolladas versiones mejoradas con mayor vacío en la empresa American Telephone and Telegraph Company, que había adquirido los derechos del Audion de Lee De Forest, y en General Electric, por parte del inventor Irving Langmuir quien llamó a su tubo «Pliotron». Estos fueron los primeros triodos de tubo de vacío. El nombre de triodo apareció más tarde, cuando se hizo necesario distinguirlo de otros tipos de tubos de vacío con más o menos elementos (diodos, tetrodos, pentodos, etc.) 
El descubrimiento de la capacidad de amplificación del triodo en 1912 revolucionó la tecnología eléctrica, creando el nuevo campo de la electrónica. Los transmisores de radio a triodos de «onda continua» sustituyeron a los ineficientes transmisores de chispas de «onda amortiguada», lo que permitió la transmisión del sonido por modulación de amplitud (AM). Los receptores de radio a triodo amplificador, que ya podían impulsar altavoces, reemplazaron a las débiles radios de cristal de galena, que debían ser escuchadas con auriculares de alta impedancia. Esto dio lugar a la evolución de la radio para pasar de ser un servicio de mensajes comerciales a ser el primer medio de comunicación de masas, con el inicio de la radiodifusión alrededor de 1920. 
Los triodos hicieron posible el servicio telefónico transcontinental. Los repetidores a base de tubos triodos de vacío, inventados en Bell Telephone después de su compra de los derechos de la válvula Audion, permitieron que las llamadas telefónicas viajaran más allá del límite no amplificado de aproximadamente 1300 km. La apertura por Bell de la primera línea telefónica transcontinental se celebró el 25 de enero de 1915. Otras invenciones hechas posibles por el triodo son la televisión, sistemas de megafonía, fonógrafos eléctricos y el cine sonoro.
El triodo sirvió de base tecnológica a partir de la que más tarde fueron desarrollados otros tubos de vacío, como el tetrodo, inventado por el físico alemán Walter H. Schottky, de la empresa Siemens en 1916 y el pentodo, de los inventores neerlandeses Gilles Holst y Bernardus Dominicus Hubertus Tellegen, de la empresa Philips en 1926, que subsanan algunas de las deficiencias del triodo.
El triodo fue ampliamente utilizado en equipos de electrónica de consumo, tales como radios, televisores y sistemas de audio hasta que fue sustituido en la década de 1960 por el transistor, inventado en 1947, que hizo que la era del «tubo de vacío» iniciada por el triodo llegara a su fin. En la actualidad, los triodos se utilizan principalmente en aplicaciones de alta potencia para las cuales los dispositivos semiconductores no son adecuados, tales como transmisores de radio y equipos de calefacción industrial. Sin embargo, en los últimos tiempos, el triodo y otros dispositivos de tubo de vacío han estado experimentando un resurgimiento y la reaparición en audio de alta fidelidad y equipos musicales gracias a empresas fabricantes como la sudafricana Valve Audio, la estadounidense Pacific Creek y la china Line Magnetic Audio entre otras.

## Construcción

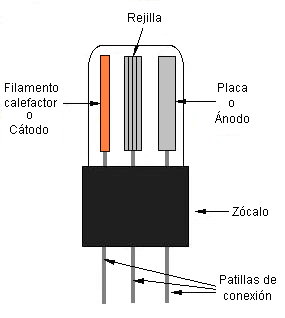
Partes de una válvula triodo.

Todos los triodos tienen un electrodo (cátodo) calentado por un filamento, que libera electrones, y un electrodo de placa de metal plana (ánodo) que los atrae, con una rejilla que consta de una pantalla de hilos que controlan la corriente. Estos están dentro de un recipiente de vidrio sellado en el que se ha hecho el vacío, manteniéndose el interior a una presión de 10-9 atmósferas. Ya que el filamento finalmente se acaba fundiendo, el tubo tiene una vida útil limitada y está diseñado como una unidad sustituible; los electrodos están conectados a las patillas terminales que se conectan a un receptáculo. La vida operacional de un triodo es de alrededor de 2000 horas para tubos pequeños y 10 000 horas para los tubos de potencia.

## Principio de funcionamiento
La tensión aplicada a la rejilla hace que el flujo de electrones desde el cátodo al ánodo sea mayor o menor. Esto significa que aplicando una señal de muy débil intensidad entre cátodo y rejilla, se puede conseguir que la variación del flujo de electrones entre éste y el ánodo sea muy grande. Es decir, con una pequeña tensión se controla una gran corriente, lo cual constituye el fenómeno de la amplificación. 
Al elemento que emite electrones se le llama cátodo, pero al hacerlo adquiere una polaridad positiva. En las válvulas más sencillas, esta función la cumple el mismo filamento, que es el elemento calefactor. El tercer elemento, la rejilla, fue introducido en 1906 por Lee de Forest.
Los parámetros fundamentales del triodo y, en general, de todas las válvulas termoiónicas de tres o más electrodos son:
- El Factor de amplificación (μ) se define como el cociente entre la tensión de placa y la tensión de rejilla, manteniendo la corriente de placa constante, cuando se aplica una señal a la rejilla.

- La Transconductancia o Conductancia mutua (Gm) es el cociente entre la corriente de placa (Ia) y la tensión de rejilla (Vg), manteniendo la tensión de placa (Va) constante. Este parámetro se mide en mho, unidad inversa del ohmio, o siemens, aunque en la práctica se emplea el μmho o μsiemens. El valor de la transconductancia depende del punto de la curva característica de rejilla en el que la válvula esté trabajando. Una transconductancia alta significa que pequeñas modificaciones del potencial de rejilla se traducen en grandes variaciones de la corriente de placa.

- La resistencia interna (rp), que es el cociente entre la tensión de placa (Va) y la corriente de placa (Ia) mientras se mantiene constante la tensión de rejilla (Vg).

Los tres parámetros fundamentales de un triodo están relacionados mediante la expresión:
{\displaystyle \mu =G_{m}\cdot r_{p}}
Estos parámetros son dinámicos, es decir, dependen del punto de polarización y por tanto están constantemente variando según varía la señal que está circulando por el dispositivo. También es importante la curva característica de rejilla, que es el diagrama que se obtiene con los valores de intensidad de corriente de placa o ánodo en función de los potenciales aplicados en la rejilla.

## Galería de triodos

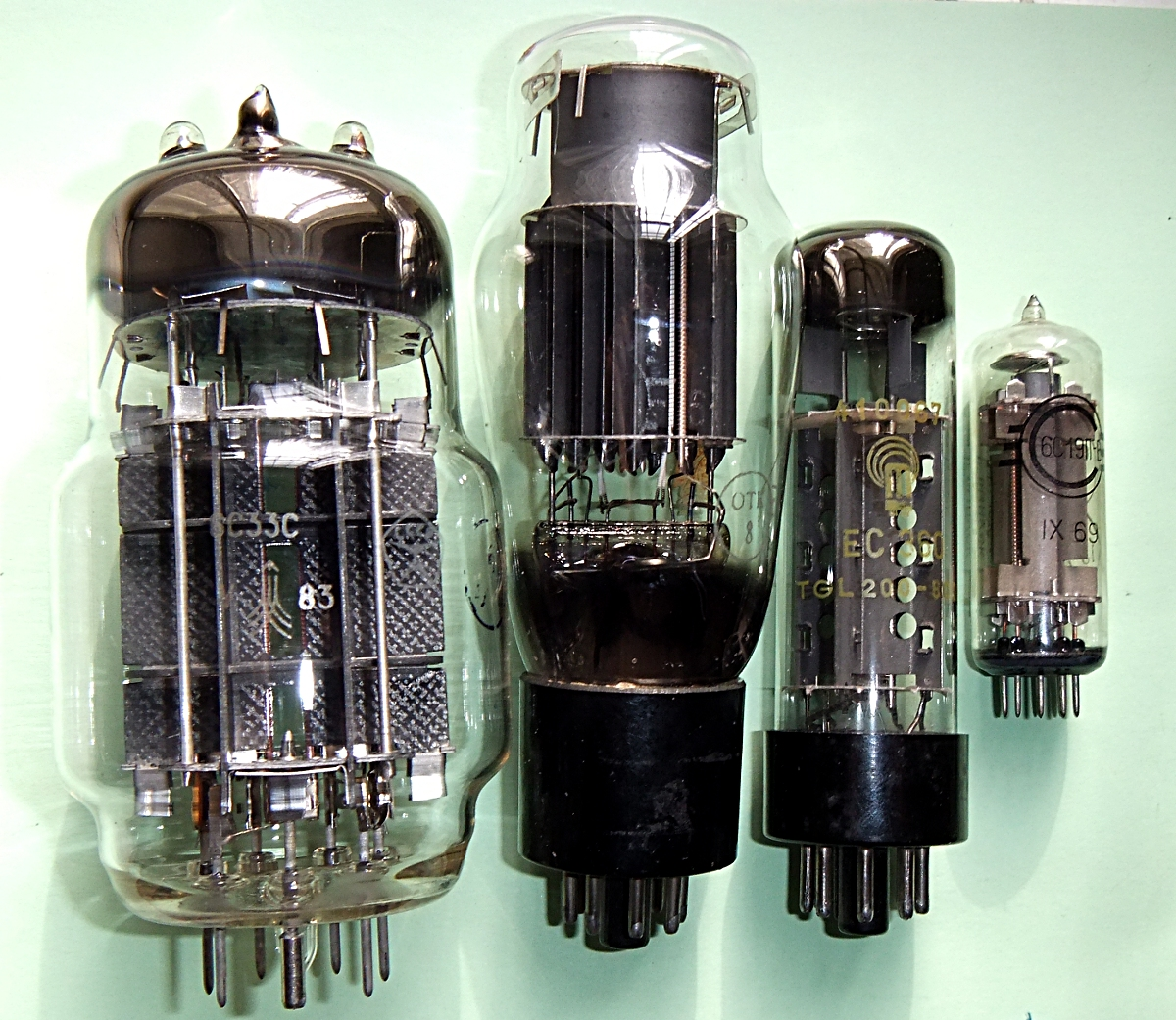
Varios triodos.
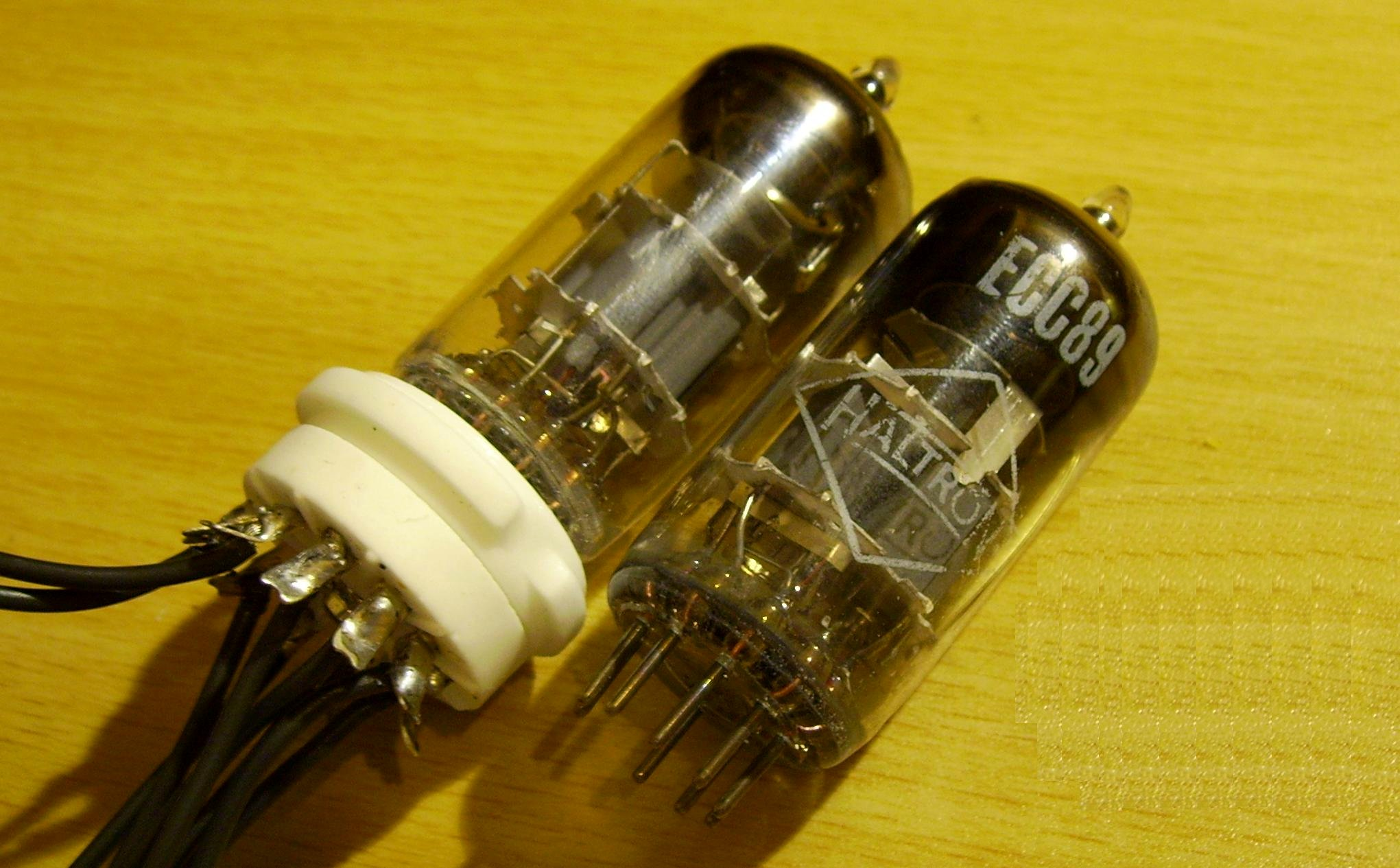
Dos triodos dobles ECC89 diseñados para amplificar VHF.
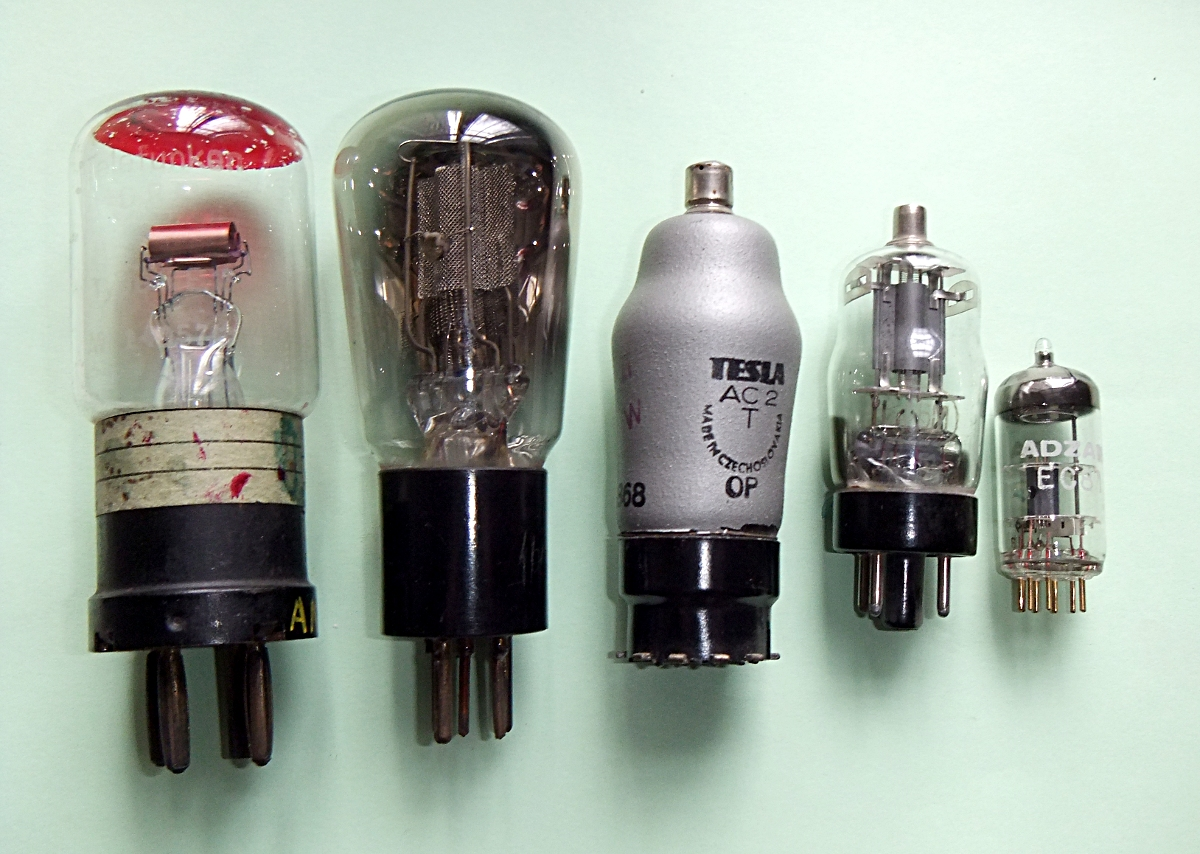
Triodos surtidos.
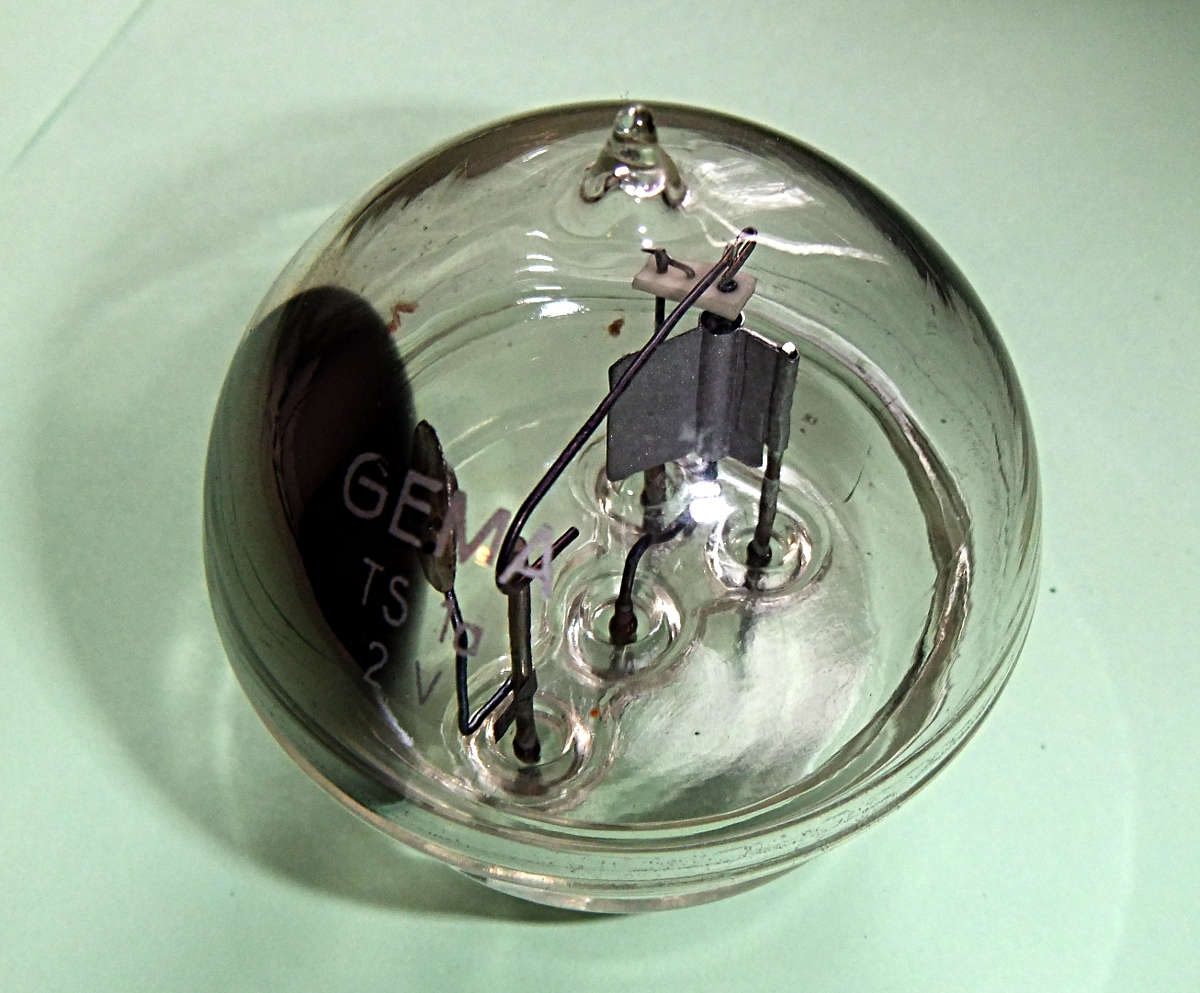
Triodo de oscilador alemán.